# Площа С. Дауканто
Пло́ща С. Да́уканто (площа Даукантаса, лит. Simono Daukanto aikštė, S. Daukanto aikštė) — площа в Старому місті Вільнюса. Площу трикутної форми утворюють президентський палац на північному боці, магнатський палац де Реусів (Шуазелей) із масивними колонами східного корпусу та будівлі костелу та монастиря боніфратрів на південному боці, триповерхові будівлі ансамблю Вільнюського університету на східному боці. На площу виходять вулиці Леїклос, С. Скапо та Університето.

## Назва
Площа спочатку мала назву Палацова, потім, після зведення пам'ятника М. М. Муравйову, Муравйовською. Після Першої світової війни називалася площею Наполеона, за радянських часів — площею М. Кутузова. Нині носить ім'я засновника литовської національної історіографії, випускника імператорського Віленського університету Сімонаса Даукантаса.

## Історія

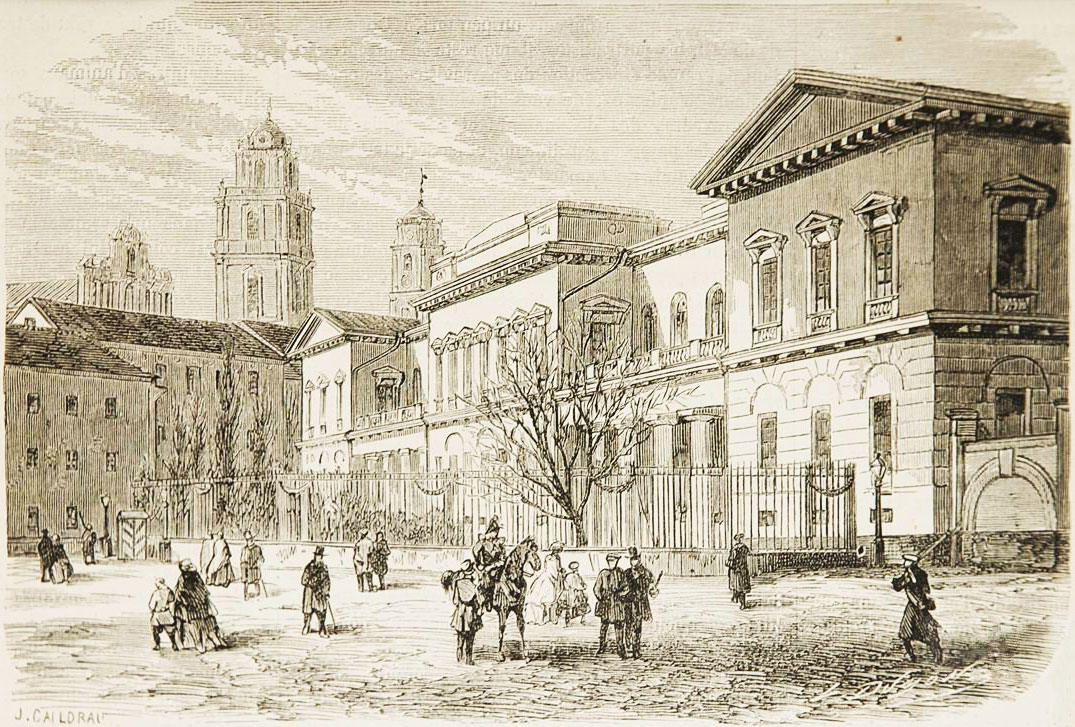
Сад перед палацом (1860-ті роки)

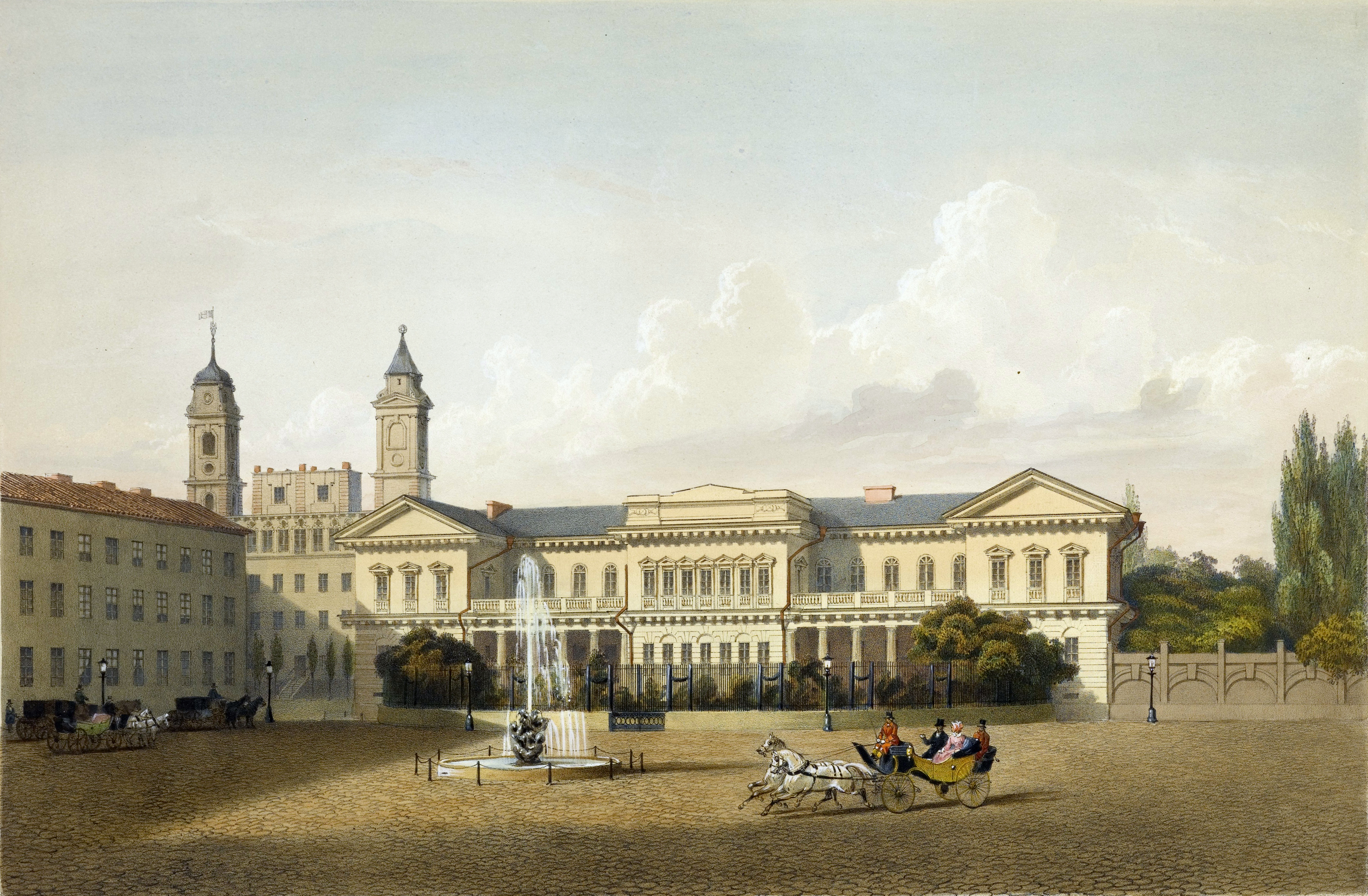
Палацова площа з фонтаном

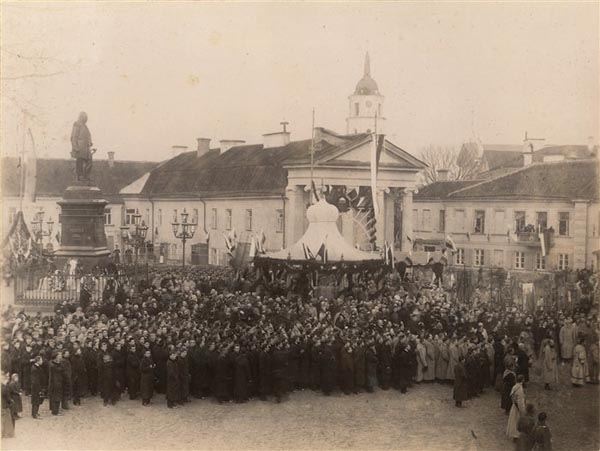
Відкриття пам'ятника Муравйову

Площа формувалася протягом століть. В минулому головним її акцентом був палац віленського єпископа, перебудований у XIX столітті.

### Президентський палац
На цьому місці від XVI століття розташовувався палац віленського єпископа, який багато разів ремонтували й перебудовували. Від кінця XVIII століття палац став резиденцією віленського генерал-губернатора, де зупинялися під час перебування у Вільно російські імператори та члени імператорської родини. У 1824—1832 роках за проєктом архітектора В. П. Стасова зведено палац у стилі ампір.
Перед палацом облаштували невеликий півкруглий садок за високою металевою огорожею, щоб перехожі не ходили під вікнами генерал-губернатора.
1853 року на площі облаштовано фонтан.
У XX столітті будівля палацу змінювала призначення (репрезентативний палац Речі Посполитої, палац офіцерів, палац робітників мистецтв), його ремонтували та реставрували. Після реставрації 1997 року палац став резиденцією президента Литовської Республіки.

### Пам'ятник Муравйову
1897 року на площі перед генерал-губернаторським палацом закладено пам'ятник М. М. Муравйову; фонтан, який тут був до цього, ліквідували. 1898 року пам'ятник урочисто відкрито. 1915 року, при наближенні до Вільна німецьких військ, пам'ятник евакуйовано. Гранітний цоколь, що залишився після нього, розібрано 1927 року.
Сад з огорожею перед палацом знищений 1940 року. В 1940—1941 роках площу впорядковано: вимощено бетонними плитами і обсаджено каштанами.

## Опис

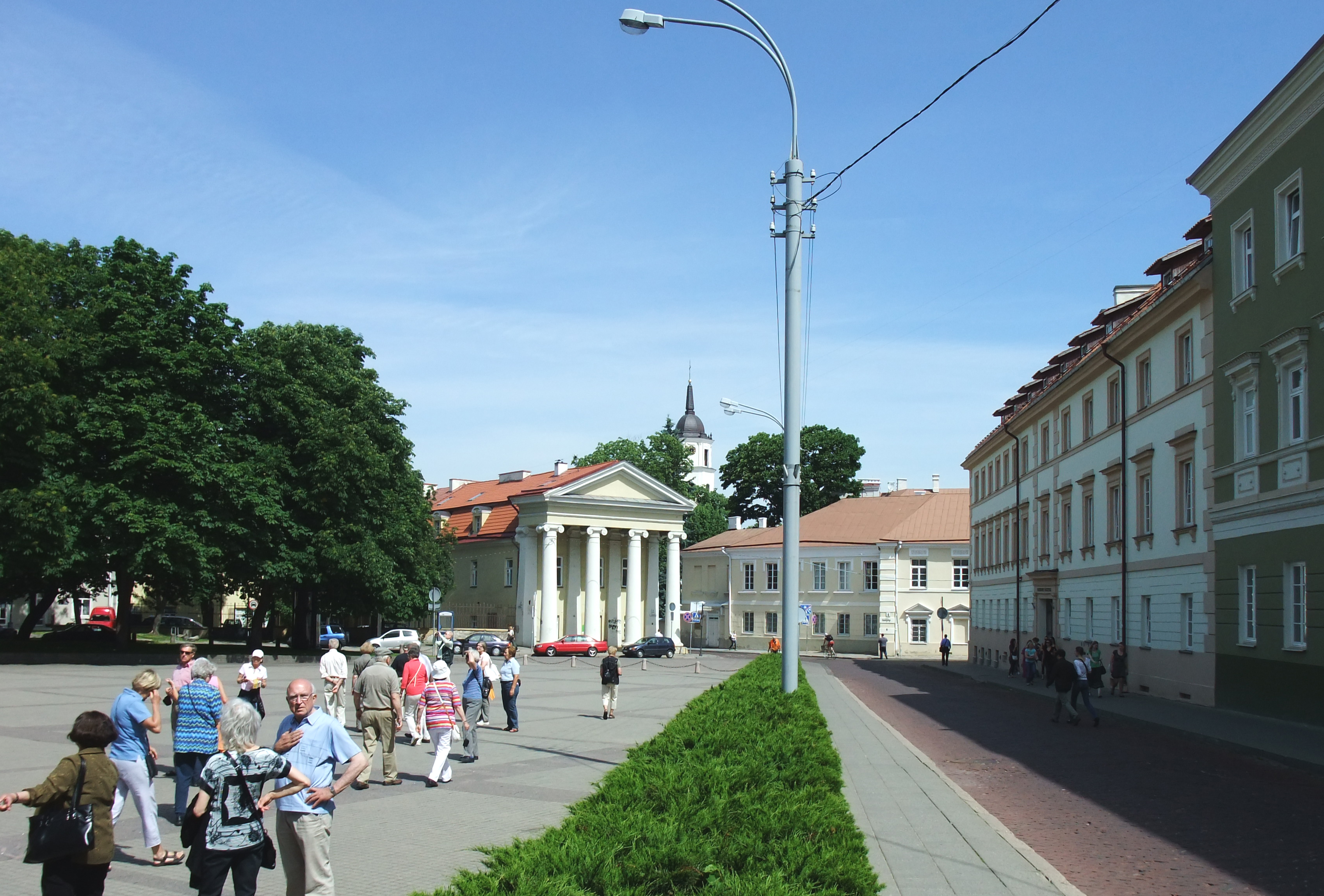
Східний бік площі

З південного боку площі стоять костел Святого Хреста (боніфратрів) і будівлі колишнього монастиря, що примикають до нього, і палац де Реусів (Шуазелей), фасад східного корпусу якого виділяється портиком із чотирма масивними колонами. Зі східного боку вздовж площі розташовані будівлі філософського та історичного факультетів Вільнюського університету.

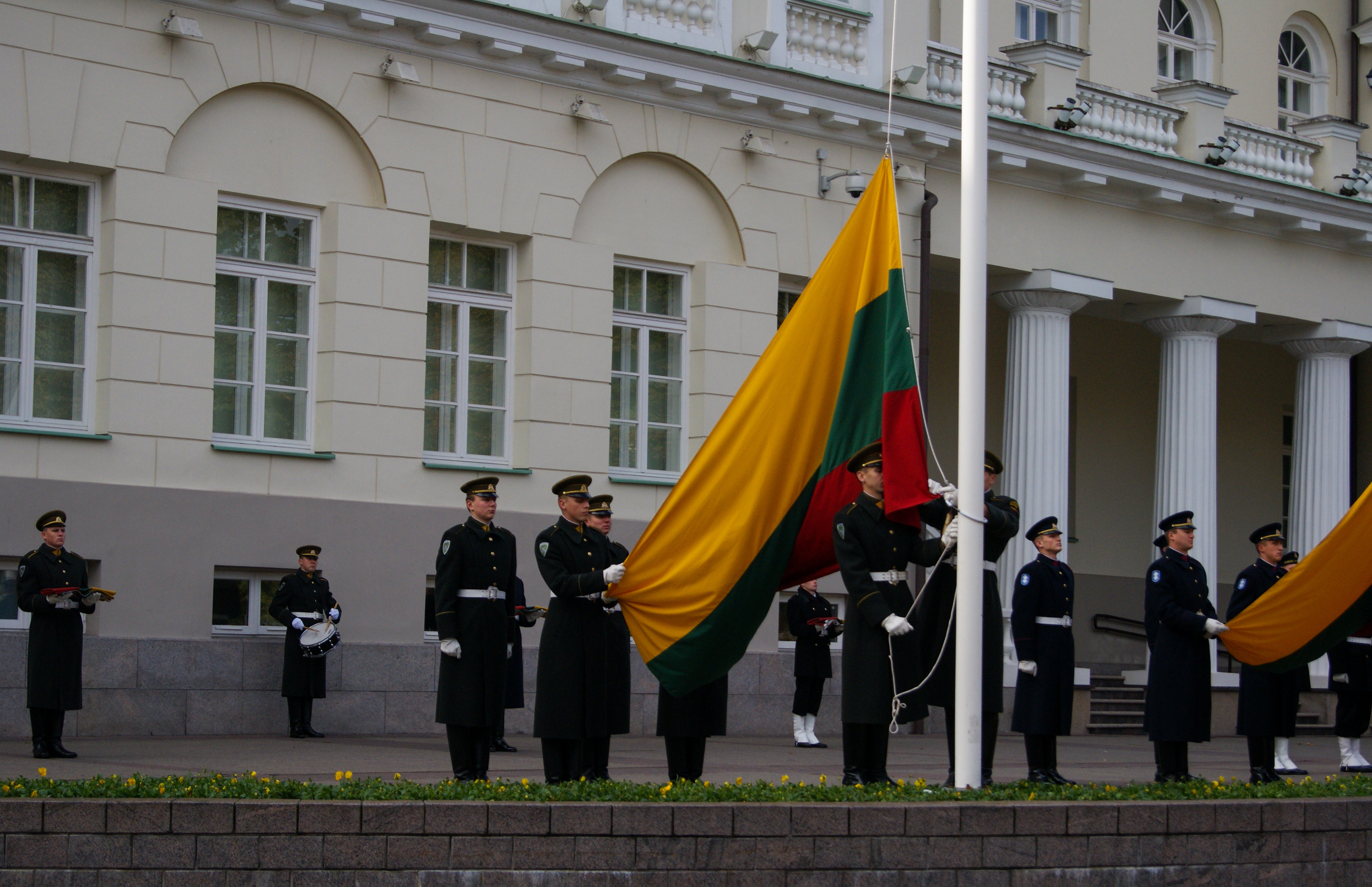
Церемонія підняття прапора

З північного боку площу замикає президентський палац. Перед ним установлено три флагштоки, на яких зазвичай піднято державні прапори Литви. У відповідних випадках один або два прапори Литви можуть замінюватись прапорами держав, високі представники яких прибули до палацу.
Щонеділі о 12 годині проходить урочиста церемонія зміни державних прапорів, що займає близько 10 хвилин. У церемонії беруть участь воїни роти Почесної варти Литовської армії в сучасних парадних мундирах та в середньовічних лицарських обладунках. Воїни, одягнені у відтворені обладунки палацової варти XIV століття (епохи князя Ольгерда), символізують наступність тисячолітньої історії литовської армії.
Частина площі займає сквер із каштанами. На площі відбуваються важливі державні церемонії, мітинги, концерти з нагоди 1 вересня — Дня науки та знань.